# Elgin-Est
Pour les articles homonymes, voir Elgin.
Circonscription électorale fédérale du Canada
Elgin-Est ((en) Elgin East) est une circonscription électorale fédérale de l'Ontario, représentée de 1867 à 1925.
C'est l'Acte de l'Amérique du Nord britannique de 1867 qui divise le comté d'Elgin en deux districts électoraux, Elgin-Est et Elgin-Ouest. Abolie en 1924, elle est redistribuée parmi Elgin-Ouest et Norfolk—Elgin.

## Géographie
En 1882, la circonscription d'Elgin-Est comprenait:
- Les cantons de Yarmouth, Malahide et Bayham
- Les villages de Port Stanley, Aylmer et Vienna
- La cité de St. Thomas

## Députés
| Législature                                                | Années    | Député           | Député                 | Parti                |
| ---------------------------------------------------------- | --------- | ---------------- | ---------------------- | -------------------- |
| Elgin-Est                                                  |           |                  |                        |                      |
| 1re                                                        | 1867–1872 |                  | Thomas William Dobbie  | Conservateur         |
| 2e                                                         | 1872–1874 |                  | William Harvey         | Libéral              |
| 3e                                                         | 1874–1874 |                  | William Harvey         | Libéral              |
| 3e                                                         | 1874-1878 | Colin MacDougall |                        | Libéral              |
| 4e                                                         | 1878–1882 |                  | Thomas Arkell          | Libéral-conservateur |
| 5e                                                         | 1882–1887 |                  | John Henry Wilson      | Libéral              |
| 6e                                                         | 1887–1891 |                  | John Henry Wilson      | Libéral              |
| 7e                                                         | 1891–1896 |                  | Andrew B. Ingram       | Libéral-conservateur |
| 7e                                                         | 1892-1896 |                  | Andrew B. Ingram       | Libéral-conservateur |
| 8e                                                         | 1896–1900 |                  | Andrew B. Ingram       | Libéral-conservateur |
| 9e                                                         | 1900–1904 |                  | Andrew B. Ingram       | Libéral-conservateur |
| 10e                                                        | 1904–1906 |                  | Andrew B. Ingram       | Libéral-conservateur |
| 10e                                                        | 1906-1908 |                  | David Marshall         | Conservateur         |
| 11e                                                        | 1908–1911 |                  | David Marshall         | Conservateur         |
| 12e                                                        | 1911–1917 |                  | David Marshall         | Conservateur         |
| 13e                                                        | 1917–1920 | Unioniste        | David Marshall         |                      |
| 13e                                                        | 1920-1921 |                  | Sydney Smith McDermand | United Farmers       |
| 14e                                                        | 1921–1925 |                  | John Lawrence Stansell | Conservateur         |
| Circonscription dissoute dans Elgin-Ouest et Norfolk—Elgin |           |                  |                        |                      |